# Levi Ruggles Church
Levi Ruggles Church, né le 24 mai 1836 à Aylmer et mort le 30 août 1892 à Montréal, est un avocat et homme politique canadien.